# Lasionycta variegata
Lasionycta variegata là một loài bướm đêm trong họ Noctuidae.